# أبوسوم مشعر بني الأذن
أبوسوم مشعر بني الأذن (الاسم العلمي:Caluromys lanatus)، هو نوع من الأبوسوم يتواجد في أمريكا الجنوبية .